# زیردریایی یو-۱۲۰۸
زیردریایی یو-۱۲۰۸ (به انگلیسی: German submarine U-1208) یک زیردریایی است که طول آن ۶۷٫۱ متر (۲۲۰ فوت ۲ اینچ) می‌باشد. این زیردریایی در سال ۱۹۴۴ ساخته شد.